# Pteropus molossinus
Espèce
Synonymes
- Pteropus breviceps Thomas, 1882

Statut de conservation UICN

 EN D2 : En danger
Statut CITES
Pteropus molossinus, la Roussette de Ponape, est une espèce de chauves-souris endémique de Micronésie. Cette chauve-souris frugivore pèse environ 120 g.